# Niltava vivida
Papa-moscas-da-formosa ou niltava-vívido-da-formosa (Niltava vivida) é uma espécie de ave da família Muscicapidae.
Pode ser encontrada nos seguintes países: China, Índia, Laos, Myanmar, Taiwan, Tailândia e Vietname.
Os seus habitats naturais são: regiões subtropicais ou tropicais húmidas de alta altitude.